# サム・グリーン
サム・グリーン（Sam Greene、1993年8月16日 - ）は、ジャパンラグビーリーグワン静岡ブルーレヴズに所属するラグビーユニオン選手。

## プロフィール
- オーストラリア・ブリスベン出身。
- ポジションはスタンドオフ(SO)、フルバック(FB)。
- 身長 177 cm、体重 86 kg
- ニックネームはサム、サミー。
- バーバリアンズに選ばれたことがある[1]。
- 日本代表キャップは1。（2025年8月15日現在）

## 来歴
ラグビーは6歳から始めた。
ブリスベングラマー高校、ブリスベンシティー、クイーンズランドカントリー、レッズを経て、2016年、豊田自動織機シャトルズ(現・豊田自動織機シャトルズ愛知)に加入。同年8月27日に行われたジャパンラグビートップリーグ第1節のトヨタ自動車ヴェルブリッツ戦に先発出場で公式戦初出場を果たした。
2019年、ヤマハ発動機ジュビロ(現・静岡ブルーレヴズ)に加入。
2025年7月12日に行われたリポビタンDチャレンジカップ2025ウェールズ戦にて途中出場で日本代表初キャップ獲得。

## 受賞歴
- 2018-19 得点王